# Женевские мирные переговоры по Сирии (2016)
Женевские мирные переговоры по Сирии (2016) — иначе именуются Женева-3. Серия переговоров под эгидой ООН с конца января по конец июля 2016 года, целью которых является достижение мирного соглашения, которое остановило бы гражданскую войну в Сирии. Основными сторонами переговоров являются легитимное сирийское правительство и представители оппозиции. Формальная дата начала первого раунда переговоров — 1 февраля 2016 года. Переговоры были подготовлены представителями Международной группы поддержки Сирии (далее — МГПС) и были мотивированы ощутимым успехом операции российских ВКС совместно с сирийскими правительственными войсками против террористических формирований ДАИШ и других экстремистских организаций.

## Подготовка переговоров января-февраля 2016 года. Число участников
Женевские мирные переговоры начались после значительной подготовительной работы, проведённой МГПС при активном участии дипломатов и чиновников Совета безопасности ООН. Этот подготовительный этап получил известность под названием «Венский переговорный процесс по Сирии», начатый 14 ноября 2015 года. Первоначально предполагалось, что переговоры могут начаться 1 января 2016 года, но затем СБ ООН перенёс дату начала переговоров на 25 января 2016 года. Предполагалось, что переговоры пройдут до 29 января. 24 января специальный представитель генсека ООН по Сирии Стаффан де Мистура должен был выслать всем предполагаемым участникам приглашения на участие в переговорном процессе. Как отметил российский дипломат, бывший посол в ряде арабских республик Вениамин Попов, «если переговоры потребуют больше времени для подготовки, дипломаты в Женеве задержатся и после 29 января». В процессе переговоров принимали участие более 20 сторон, в том числе официальные представители России, США, ЕС, Турции, Саудовской Аравии и Ирана, а также Китай, ОАЭ, Ирак, Египет, которые являются членами МГПС и заинтересованы в скорейшем развёртывании переговорного процесса. Активными участниками женевских встреч являются представители Лиги арабских государств и ООН.

## Проблемные вопросы. Спор об участниках переговоров
Однако на предварительном этапе организации переговоров выяснилось, что главным проблемным вопросом является вопрос о том, какие военно-политические силы будут представлять «сирийскую оппозицию» в Женеве. Попытки окончательно сформировать состав переговорных делегаций от представителей оппозиционных правительству Асада группировок повлияли на отсрочку переговоров. Поначалу предполагаемым главой делегации оппозиционеров стал экс-премьер Сирии Рияд Хиджаб, глава антиасадовского Высшего комитета по переговорам, штаб-квартира которого располагается в Эр-Рияде (его другое название — «Комитет Рияда»). В свою очередь, московская сторона выразила желание увидеть на переговорах представителей светской оппозиции, например, другого экс-премьера Сирии Кадри Джамиля, возглавляющего Народный фронт за освобождение и перемены. Также официальный Кремль выразил поддержку присутствию на встречах Салиха Муслима, председателя «Демократического Союза», левой партией сирийских курдов. Журналисты ближневосточных масс-медиа сообщали, что в январе российская сторона составила список желаемых участников переговорного процесса от сил сирийской оппозиции, в котором было 15 имён.

### Отношение к представителям «Демократического союза»
Критическую реакцию ряда антиасадовских ближневосточных политиков вызвало намерение России привлечь к переговорному процессу представителей Демократического Союза. В частности, экс-премьер Турции Ахмет Давутоглу на форуме в Давосе обвинил Россию в потворстве терроризму, комментируя её желание привлечь курдов к женевским переговорам. В свою очередь, в Москве заявили, что исключение из переговоров курдов, воюющих против ИГИЛ, негативно отразиться на процессе национального примирения в Сирии. В итоге представители главной политической партии, представляющей интересы сирийских курдов, были исключены из переговорного процесса, по официальной формулировке, в связи с возражениями, которые высказала по этому поводу турецкая сторона. В итоге недопущение курдов к переговорам в Женеве вкупе с привлечением к переговорам представителей радикальных исламистских сил было воспринято большинством российских политических обозревателей и политологов как проявление несправедливости и двойных стандартов. В итоге Россия всё же настояла на прибытии курдской делегации, но она провела в Женеве два дня, а затем вынуждена была покинуть её, так и не дождавшись приглашения на первую встречу по межсирийскому урегулированию.

### Недовольство Россией приглашением исламистских радикальных групп
Резкое недовольство со стороны сирийского правительства вызвал тот факт, что Стаффан де Мистура направил приглашение представителям радикальной исламистской оппозиции, которая получает официальную поддержку от Саудовской Аравии. Также Москва выступила против привлечения к переговорам ряда радикальных организаций, получающих систематическую финансовую поддержку от аравийских монархий, например, «Джейш аль-Ислам» и «Ахрар аш-Шам», которые исповедуют радикальный исламизм консервативного толка на основе салафии и выступают за построение «мусульманского государства» в Сирии. Боевики этих групп обстреливали российские дипломатические представительства в Сирии. Известно, что Россия обращалась в Совбез ООН с просьбой признать «Джейш аль-Ислам» террористической организацией, но подобные резолюции не находили поддержки у его членов. Также глава внутренней сирийской оппозиции Кадри Джамиль отмечал, что группировки «Ахрар аш-Шам» и «Джейш аль-Ислам» не должны участвовать в предстоящих в марте в Женеве межсирийских переговорах. Между тем Саудовская Аравия официально выступала за то, чтобы один из координаторов организации «Джейш-аль-Ислам» Мохаммед Аллуш был назначен главным переговорщиком от оппозиционного Высшего комитета по переговорам. Мухаммед Аллуш приходился двоюродным братом и шурином радикальному сирийскому проповеднику салафитской ориентации Захрану Аллушу, прежнему лидеру «Джейш-аль-Ислама», ликвидированному вместе со своим заместителем результате тщательно спланированного ракетного удара сирийских войск по собранию оппозиционных сил в восточном пригороде Дамаска 25 декабря 2015 года. В свою очередь, Россия и Иран официально считают Мухаммада Аллуша террористом и обвиняют его в организации ряда диверсионных акций против сирийского гражданского населения. Вскоре Мухаммед Аллуш выступил с обвинениями в адрес Джона Керри, отметив, что госсекретарь США оказывает на его организацию дипломатическое давление, пытаясь усадить их за один стол с переговорщиками от официального Дамаска.

## Конфликт между Саудовской Аравией и Ираном
Подготовка к Женеве-3 также проходила на фоне существенного обострения отношений между Саудовской Аравии и Ирана, которые в начале января разорвали дипломатические контакты в связи с провокационной казнью в Саудовской Аравии авторитетного шиитского проповедника Нимра ан-Нимра. Саудовская Аравия выступала резко против участия иранской стороны в миротворческом процессе в Сирии, и в итоге западные дипломаты отметили, что саудовский МИД приступил к саботажу женевских переговоров.

## Требования сирийской оппозиции
В конце января перед началом переговорных процессов многие представители сирийской оппозиции требовали прекратить любые военные действия в Сирии; в частности, они выступили против продолжения бомбардировок со стороны войск, защищающих Башара Асада, а также оппозиционеры призывали деблокировать КПП и отпустить военнопленных. Джордж Сабра, председатель Сирийского национального совета, заявил, что его делегация не начнёт переговоры с Дамаском, пока на сирийской территории продолжаются бомбардировки российских ВКС. Подготовка к переговорам в Женеве также проходила на фоне значительных военно-стратегических успехов, которых добились российские ВКС и правительственные войска, совместными усилиями освободившие Сальму (один из самых популярных горных курортов в Сирии) в середине января, а также отвоевали несколько плотин и маршрутов поставок. В результате, объединённая российско-сирийская коалиция установила контроль над важным районом мухафазы Латакия и смогла планировать наступление на позиции противника к границам с Турцией. Однако эксперты высказывали опасения, что совместные победы Дамаска и Москвы могли спровоцировать оппозицию на срыв мирных переговоров по Сирии.

## Колеблющаяся позиция ВКП
28 января представители ВКП заявили, что не собираются участвовать в переговорах и публично отказались прибывать в Женеву на встречу с официальным Дамаском. В качестве повода была названа неспособность Асада прекратить бомбардировки «мирной оппозиции», а также нежелание снимать осаду с городов, удерживаемых антиправительственными повстанцами. Представители «комитета Рияда» заявили, что прекращение огня, освобождение военнопленных и снятие осады были главными условиями, выработанными по итогам Венского этапа переговорного процесса по Сирии. Однако уже 29 января ВКП изменил своё мнение и изъявил желание отправить своих представителей на переговоры в Женеву, но не для того, чтобы встречаться с представителями законного правительства Сирии, а для того, чтобы вести переговоры лично с де Мистурой и использовать женевскую трибуну для публичной декларации своих политических и идеологических принципов в общении с западными СМИ.

## Срыв февральских переговоров
Впрочем, не успев начаться, переговоры зашли в тупик, поскольку, по сообщению главы делегации сирийского законного правительства Башара Джафари, просаудовская радикальная оппозиция, едва явившись, вдруг заявила о намерении покинуть переговоры, вероятно, в связи с успешным продвижением российско-сирийских военных подразделений в Сирии. 1 февраля переговорный процесс официально стартовал, а 2 февраля представители просаудовской оппозиции отметили, что военная операция сирийских правительственных сил к северу от Алеппо может поставить переговорный процесс под угрозу. Вскоре после этого демарша Стаффан де Мистура 3 февраля выступил с заявлением о прекращении переговорного процесса, но подчеркнул, что переговоры смогут возобновиться 25 февраля. 4 февраля выступил президент Турции Реджеп Эрдоган, назвавший переговоры по Сирии в Женеве бессмысленными. Глава МИД России Сергей Лавров отметил, что сирийская оппозиция заняла совершенно неконструктивную позицию, пытаясь необоснованно выставить предварительные условия. Так или иначе, эксперты сошлись во мнении, что попытка переговоров кончилась неудачей в связи с успешным наступлением войск Асада на Алеппо.

## События 12 февраля
Между тем, 12 февраля 2016 года высокопоставленные участники МГПС заявили, что может быть достигнуто принципиальное положение по началу перемирия под эгидой ООН под личным контролем России и США. Было издано объединённое коммюнике, в котором, в частности, было отмечено, что в течение недели удастся выработать оптимальные условия для прекращения военных действий и достижения общенационального перемирия. Также члены МГПС выступили за немедленную имплементацию резолюции 2254 Совета Безопасности ООН, в которой звучал призыв к прекращению огня и политическому урегулированию военного конфликта в Сирии. В этот же день президент Асад пообещал освободить всю Сирию, а армейские подразделения Сирии под прикрытием ВКС РФ нанесли удары по объектам террористической группировки «Джейш аль-Фатх» в мухафазе Хама и провели антитеррористическую операцию в районах Даръа, разгромив несколько укрепрайонов и уничтожив миномётную установку боевиков. В это же время кандидат в президенты США от демократов Хиллари Клинтон отметила, что перемирие в Сирии должно быть заключено как можно быстрее, чего, по её словам, не хочет Россия. В то же время 13 февраля 2016 года турецкие артиллерийские соединения с целью дестабилизировать обстановку в рамках женевского переговорного процесса начали систематические обстрелы позиций Отрядов народной обороны Сирии, военизированных групп Курдского верховного комитета, который является боевым крылом курдского Демократического союза.

## Мюнхенская встреча Лаврова и Керри
22 февраля 2016 года во время встречи в Мюнхене Сергей Лавров и Джон Керри в статусе сопредседателей МГПС выступили с совместным заявлением, в котором была выражена поддержка стремления к достижению общенационального перемирия враждующих сторон в соответствии с декабрьской резолюцией 2254, а также было отмечено, что переговоры по Сирии в Женеве начнутся через неделю. Лавров и Керри заявили, что прекращение огня должно вступить в силу 27 февраля с 00:00 по сирийскому времени. В то же время принцип прекращения огня не должен был распространяться на ИГИЛ и «Джабхат ан-Нусра», которые были квалифицированы в ООН как террористические организации. 23 февраля Россия заявила о создании координационного центра примирения воюющих сторон на авиабазе Хмеймим в мухафазе Латакия.

## Определение даты начала нового раунда переговоров
Вскоре после этого Стаффан де Мистура ещё несколько раз сдвигал дату начала следующего раунда переговоров. Первоначально встречи были перенесены с 25 февраля на 7 марта, но в связи с организационными сложностями начало нового раунда переговорного процесса было перенесено на неделю вперёд. В итоге де Мистура сообщил, что новый раунд переговоров по мирному урегулированию под эгидой ООН при содействии Международной группы поддержки Сирии (МГПС) пройдёт в Женеве с 14 по 24 марта 2016 года.

## Темы мартовских переговоров
Главной темой планируемых в марте переговоров была судьба Башара Асада. Сирийская оппозиция традиционно придерживалась мнения, согласно которому законно избранный лидер Сирийской Арабской республики должен был передать все властные полномочия переходному правительству, а сам уйти в отставку. Эту позицию разделяли также ЕС, США и Саудовская Аравия, однако наиболее влиятельные союзники Асада, Россия и Иран, отстаивают тезис о том, что судьбу сирийского правительства должен решать народ Сирии. 4 марта в телеинтервью агентству France 24 эту идею поддержал Стаффан де Мистура, хотя он не пояснил, как будет проходить голосование и по какому принципу оно будет организовано. Между тем в начале марта ряд экспертов-исследователей проблем Ближнего Востока высказывали предположения, что между Москвой и Дамаском наметились некоторые расхождения. В частности, научный сотрудник Гамбургского института глобальных и региональных исследований Штефан Розини отметил, что Кремль якобы давит на Асада в кулуарах, вынуждая его соглашаться с условиями предыдущего соглашения, хотя подобные заявления экспертов, очевидно, носили спекулятивный характер.

## Переговоры в марте 2016 года
Между тем ВКП, один из наиболее влиятельных участников переговоров в Женеве от оппозиционных сил, в лице своего ключевого координатора Наасана Ага 7 марта заявил, что намерен принять участие во встречах по сирийской проблематике. Ага отметил, что главный вопрос для ВКП — это скорейшее формирование переходного правительства, а базовая целевая установка — это незамедлительная отставка законно избранного президента Башара Асада.
В целом мартовский раунд межсирийских переговоров в Женеве прошёл сравнительно конструктивно. Спецпредставитель Совбеза ООН по Сирии Стаффан де Мистура регулярно встречался как с представителями законного правительства, так и с силами оппозиции. По его итогам 24 марта Стаффан де Мистура обнародовал документ из 12 объединяющих принципов, которые не были отвергнуты противоборствующими сторонами, что можно считать дипломатическим успехом.

## Переговоры в апреле 2016 года
Следующий раунд переговорного процесса стартовал 13 апреля. Было анонсировано, что спецпосланник ООН по очереди будет встречаться с делегациями законного правительства и различных групп оппозиции, соответственно, переговоры будут проходить в непрямом формате. Эмиссар ООН за три дня провёл две встречи с ВКП, а затем — с «группой Москва-Каир» и «группой Хмеймим», а делегация правительства САР во главе с постпредом Сирии при ООН Башаром Джафари прибыла в Швейцарию 15 апреля для встречи с де Мистурой, хотя долгое время точная дата этой встречи не объявлялась. Курды из Демократического союза снова не получили приглашение на встречи ввиду непримиримой антикурдской позиции турецкого руководства. Главной темой апрельских переговоров так же, как и в марте, стала организация политического перехода — эта формулировка в соответствии с резолюцией 2254 подразумевала формирование переходного управляющего органа на компромиссной основе, создание новой конституции, а также соглашение о модальности проведения парламентских и президентских выборов. В середине апреля ВКП заявил о необходимости ухода Башара Асада, отметив, что невыполнение требования об отставке Асада создаёт препятствие для достижения компромисса. В преддверии апрельского раунда переговоров де Мистура посетил Москву, Тегеран и Дамаск, а также провёл консультации с представителями США. Переговоры в Женеве в апреле проходили на фоне борьбы сирийской армии с группировкой «Джебхат ан-Нусра» под Алеппо. Как заявил в интервью ТАСС в Дамаске заместитель министра иностранных дел Сирии Фейсал Микдад, сирийские войска подготовили дальнейшее наступление на позиции «Исламского государства» в Ракке и под Дейр-эз-Зором.

## Окончание переговоров в апреле. Отсутствие компромисса
Башар Джафари отметил, что в ходе апрельской встречи удалось обсудить мартовские 12 пунктов; он назвал переговоры «конструктивными и продуктивными». ВКП, в свою очередь, критично отреагировал на позицию делегации правительства Сирии. Глава делегации «комитета Рияда» Асаад аз-Зоуби заявил: «Мы ознакомились с замечаниями сирийского режима, которые полностью расходятся с реальностью. Они должны быть реалистичными и соблюдать резолюции Совета безопасности ООН». Также глава ВКП отметил: «Когда мы обсуждали создание переходного управляющего органа, мы заявили о необходимости ухода Башара Асада и других знаковых фигур режима».
Вскоре министр информации САР Омран аз-Зоуби заявил, что прямого контакта между правительственной делегацией и оппозицией в ближайшей перспективе не может быть, поскольку делегация оппозиции до сих пор выражает мнение саудовской и турецкой сторон, цель которых — разрушение Сирийского государства. Омран аз-Зоуби заявил, что судьбу сирийского президента Башара Асада может решить только народ Сирии и отметил, что представители официального Дамаска на переговорах в Женеве откажутся от ведения диалога с политическими противниками, если последние поднимут вопрос об отставке президента.
Мухаммед Аллуш, ставший главой политического комитета «Джейш аль-Ислам», отметил, что его делегация готова к прямым переговорам с правительством Сирии при условии, что официальные власти будут выполнять условия женевского коммюнике и ключевые пункты резолюции 2254, однако, по его словам, приоритетом нынешнего раунда переговоров он видит смещение Асада и формирование переходного органа власти. Таким образом, ни одна из сторон по итогам апрельского раунда межсирийских переговоров не смогла добиться удовлетворительного результата: переговорный процесс застопорился, а его участники не смогли выработать компромиссный вариант мирного урегулирования.
22 апреля ВКП, не удовлетворённый ходом и предполагаемым результатом переговоров, осуществил демарш: большинство членов делегации покинули мероприятия, оставив лишь нескольких переговорщиков для обсуждения «технических» вопросов, фактически сорвав конструктивное обсуждение сирийской проблемы в условиях широкоформатного диалога. Стаффан де Мистура, комментируя поведение «комитета Рияда», назвал его «дипломатическим позированием». В это время на фоне остановки переговорного процесса ожесточённые военные действия в Алеппо продолжались в условиях острой нехватки продовольствия.

## Переговоры в июле 2016 года
На фоне затяжных кровопролитных боёв и тяжелейшего гуманитарного кризиса в осаждённом Алеппо 26 июля 2016 года женевские переговоры по Сирии возобновились. Стеффан де Мистура встретился в Женеве с представителем России Геннадием Гатиловым и представителем США Майклом Ратни. В этот же день министр иностранных дел РФ С. Лавров и госсекретарь США Д. Керри провели беседу на полях форума АСЕАН во Вьентьяне вне регламента, главной темой которой стали события гражданской войны в Сирии. Ещё раньше, 12 июля, Сергей Лавров возложил всю ответственность за торможение переговорного процесса на ООН. По его словам, Стаффан де Мистура «отлынивает от обязанностей» и не в силах возобновить мирные переговоры. В начале июля де Мистура заявил, что ключевым фактором успеха переговоров является «возможная договоренность России и США».
Известия о возможности проведения трехсторонней встречи в Женеве через неделю прозвучали 21 июля из уст официального представителя российского МИДа Марии Захаровой. Также новости об организации нового раунда переговоров появились на фоне авианалетов в ночь с 23 на 24 июля, в результате которых пострадали четыре деревенских больницы и банк крови в Алеппо. К тому же 200 000 человек, которые все еще живут в контролируемых радикальными исламистами-мятежниками городских районах Алеппо (их сейчас осаждает сирийская армия), в скором времени может грозить голод и нехватка вещей первой необходимости.
29 июля Геннадий Гатилов сообщил, что на переговоры в Женеву для встречи с американскими коллегами прибудут российские военные эксперты для выработки совместных мер по стабилизации обстановки в Алеппо. 30 июля на фоне планирования переговоров поступили сообщения о том, что несколько десятков боевиков сдались армейским подразделениям правительственных войск в пригородах Алеппо.

## Подготовка нового раунда переговоров по Сирии
В рамках дипломатической подготовки нового раунда переговоров в Женеве заместитель министра иностранных дел Сирии Фейсал аль-Микдад 31 июля 2016 года провел переговоры с заместителем спецпосланника генерального секретаря ООН по Сирии Рамзи Эззелдином. В ходе встречи аль-Микдад подчеркнул, что Дамаск готов к возобновлению межсирийских переговоров в Женеве без предварительных условий и без иностранного вмешательства. Также представитель легитимного сирийского правительства заявил, что всем сторонам, заинтересованным в урегулировании конфликта в Сирии, «необходимо сосредоточиться на сопротивлении терроризму».
Между тем, глава внешнеполитического ведомства Франции Жан-Марк Эйро в письме С. Лаврову и Д. Керри призвал сделать всё возможное, чтобы предотвратить провал планируемых переговоров в Женеве, отметив, что «предстоящие недели предлагают международному сообществу последний шанс доказать надежность и эффективность политического процесса, который был запущен около года назад в Вене». Вместе с тем Эйро фактически возложил ответственность за торможение женевских переговоров на правительство Асада, бездоказательно заявив, что в ходе переговорного процесса «мы столкнулись с жесточайшей непримиримостью режима, в то время как оппозиция сделала конструктивные предложения».
Вместе с тем, по словам спецпосланника генсека ООН по Сирии Стаффана де Мистуры, официальные широкоформатные переговоры планируются на конец августа.
4 августа заместитель спецпосланника ООН по Сирии Рамзи Эззелдин Рамзи заявил, что будут приняты все необходимые усилия для того, чтобы добиться возобновления третьего раунда межсирийских переговоров в Женеве уже до конца августа. Также он выразил обеспокоенность по поводу продолжения вооружённых столкновений в Сирии между участниками гражданского конфликта и срыва планов по доставке гуманитарной помощи местному населению.

15 августа в Тегеране состоялись переговоры заместителя министра иностранных дел России Михаила Богданова и министра иностранных дел Ирана Джавада Зарифа. По итогам встречи представитель России заявил о единстве позиций Москвы и Тегерана по поводу необходимости скорейшего возобновления переговоров по сирийскому мирному урегулированию в Женеве. В интервью агентству РИА Новости он отметил: 
«Многие оценки у нас совпадают. В принципиальном плане у нас есть общая платформа действий. Опять же подтвердили, что судьбу своей страны должен решать сирийский народ, налаживать межсирийские инклюзивные переговоры в Женеве под эгидой ООН, как собственно, и договаривались»
. Круг региональных проблем обсуждался в связи с последними договорённостями, достигнутыми по итогам петербургской встречи Владимира Путина и турецкого лидера Реджепа Тайипа Эрдогана, во время которой рассматривались возможности мирного разрешения гражданского конфликта в Сирии. Между тем, официальная дата возобновления женевского переговорного процесса пока остаётся неизвестной.

## Временное прекращение российско-американских консультаций
2 августа стало известно, что военные и дипломатические представители России и США после проведения предварительных встреч в Женеве вернулись в Москву и Вашингтон, решив взять паузу в переговорном процессе по Сирии. Анонимный дипломатический источник сообщил агентству «Интерфакс», что «сами переговоры не прекратились, в них сейчас перерыв. Все поехали по столицам смотреть результаты того, что здесь было достигнуто». Заместитель главы МИД РФ Сергей Алексеевич Рябков сообщил, что на консультациях 29 июля в Женеве могло обсуждаться предложение американской стороны о введении семидневного прекращения огня в гражданском конфликте в Сирии.

## Достижение нового соглашения 8 — 10 сентября 2016 года
Следующий раунд женевского переговорного процесса по Сирии оказался возможным в связи с неофициальной договорённостью, вероятно, достигнутой во время личной встречи Путина и Обамы в ходе саммита лидеров стран «Группы 20» («Большой двадцатки»), который прошёл 4 — 5 сентября в китайском городе Ханчжоу. 8 сентября в Женеву прибыл Сергей Лавров, который провёл встречу со спецпосланником ООН Стаффаном ди Мистурой, после чего глава российского МИД принял участие в закрытых консультациях по сирийской проблематике 8 — 9 сентября с Джоном Керри, которые длились около 15 часов и завершились в ночь на 10 сентября, побив рекорд по продолжительности (предыдущий рекорд — переговоры, состоявшиеся в Москве в середине декабря 2015 года, которые длились 12 часов). В ходе обсуждения проблемы мирного урегулирования в Сирии Сергей Лавров несколько раз выходил к представителям СМИ, а незадолго до окончания переговоров вынес журналистам шесть пицц и две бутылки водки от делегаций. Затем Лавров дал развёрнутый комментарий по поводу соглашений, достигнутых в результате встречи:
Мы сделаем все, чтобы стороны конфликта, на которые влияют Россия и США, сделали такие шаги: переподтвердили свою приверженность режиму прекращения боевых действий. Сначала на 48 часов с продлением еще на 48 часов, чтобы выйти на постоянное соблюдение этого режима. После того как этот режим будет функционировать семь дней, мы создаем совместный исполнительный Центр, в котором военные и представители спецслужб России и США будут заниматься практическими вопросами разграничения террористов и умеренной оппозиции и отделения умеренной оппозиции от террористов. По террористам будут согласовываться удары ВКС России и ВВС США. Мы согласовали районы, в которых такие удары будут скоординировано наноситься. По договоренности, которую разделяет сирийское руководство, в этих районах будут работать только ВКС России и ВВС США. Сирийские ВВС будут работать в других районах — за пределами тех, которые выделены для российско-американского военного взаимодействия. Я хочу подчеркнуть, что задача разграничения террористов и умеренных оппозиционеров и задача физического отделения на земле оппозиционеров от террористов закреплены в одобренном нами документе в качестве ключевого приоритета.
По итогам переговоров удалось выработать многоступенчатый план мирного урегулирования и достичь принципиального соглашения по прекращению огня, которое должно вступить в силу 12 сентября. Параллельно с этим начал существовать специальный российско-американский центр по размежеванию оппозиционных группировок, противостоящих правительству Сирийской Арабской Республики. Джон Керри отметил, что при условии режима прекращения огня будет возможным совместно с военным контингентом России разрабатывать удары по террористической организации «Ан-Нусра».
Правительство Сирии дало согласие на участие в прекращении боевых действий, о начале которых с 12 сентября удалось договориться главам внешнеполитических ведомств России и США.
10 сентября Российский Центр по примирению в Сирии издал информационный бюллетень, в котором было указано, что количество населенных пунктов в Сирии, присоединившихся к перемирию, увеличилось до 597. В частности, соглашение о прекращении огня было достигнуто с представителями пяти населённых пунктов мухафазы Латакия.

## Международная реакция на российско-американские договорённости по Сирии
- Официальный представитель египетского МИД Ахмед Абу Зейд отметил, что российско-американские договоренности могут считаться первым шагом к достижению постоянного прекращения огня во всех сирийских городах и призвал все противоборствующие стороны присоединиться к плану мирного урегулирования гражданского противостояния в Сирии.
- Итальянский премьер-министр Маттео Ренци также приветствовал договорённости между Россией и США и выразил надежду на скорейшее политическое урегулирование кризиса.
- Официальный Тегеран также активно поддержал соглашение между Россией и США по достижению примирения в Сирии. В то же время, по словам представителя МИД Ирана Бахрама Касеми, с терроризмом необходимо бороться «без остановки».
- Стаффан де Мистура, в свою очередь, выразил убеждённость, что достигнутые между Россией и США договоренности по урегулированию гражданской войны в Сирийской Арабской Республике помогут возобновить межсирийский политический диалог в ближайшем будущем, например, в октябре. В то же время де Мистура отметил, что до сих пор имеются некоторые политические разногласия по поводу «будущей политической структуры в Сирии».
- По сообщению телеканала «Аль-Маядин", бойцы военизированной шиитской организации «Хезболлах», которые принимают участие в гражданской войне в Сирии на стороне легитимного правительства, поддержали договорённость о перемирии и обязались его соблюдать.
- 12 сентября спецпредставитель президента РФ по Ближнему Востоку и странам Африки, замглавы МИД Михаил Богданов отметил, что договорённость России и США о запрете полётов сирийских ВВС вовсе не означает установления над республикой режима бесполётной зоны. Он также подтвердил, что новый этап межсирийского переговорного процесса может состояться в октябре.
- Курдские отряды самообороны (YPG), которые являются боевым крылом Курдского верховного комитета, официально приветствовали соглашение России и США по Сирии и заявили, что приостановят наступательные действия.
- Также реализацию соглашения о прекращении огня в Сирии поддержали и внешнеполитические структуры других государств, в частности, МИД Греции.

Вместе с тем главными проблемами в условиях достижения российско-американского соглашения по Сирии остаются вопрос отмежевания «умеренной» сирийской оппозиции от террористов, а также решение гуманитарного кризиса, который свирепствует в Алеппо и других сирийских населённых пунктах, захваченных террористами-радикалами. Однако в случае точного выполнения условий многоступенчатого плана по замирению противоборствующих сторон в Сирии эти проблемы могут в перспективе получить адекватное решение.

## Американский авиаобстрел 17 сентября. Разрыв соглашения о прекращении огня
17 сентября 2016 года части авиации международной коалиции государств-интервентов во главе с США нанесла удар с воздуха по позициям сирийских правительственных войск в районе города Дейр-эз-Заур. Эти части находились в окружении террористов ИГИЛ и пытались вырваться из окружения. В результате удара было убито 62 военнослужащих вооруженных сил Сирийской арабской республики, а более 100 человек были ранены. Параллельно с ударом, который была нанесён силами американской авиации, передовые боевые подразделения ИГИЛ предприняли организованное наступление на центр мухафазы Дайр-эз-Заур, находившийся в плотном окружении. Немедленно последовала реакция представителей Пентагона, который заявили о том, что с их стороны была допущена ошибка, однако официально администрация Башара Асада расценила произведённый авианалёт как «опасную и неприкрытую агрессию» против суверенного государства. Российская сторона обвинила Вашингтон в сознательной провокации, целью которой являлся срыв мирных переговоров по Сирии и соглашения о прекращении огня. Военные эксперты также выразили сомнение в случайности удара, поскольку американское авиавооружение традиционно отличается высокой точностью; к тому же система спутниковой разведки США также не допускает подобного рода осечек. В результате авиаобстрела 19 сентября Башар Асад объявил о том, что соглашение о прекращении огня утрачивает силу. Российские ВКС и сирийские правительственные войска продолжили борьбу против военных подразделений террористических группировок, в том числе «Джабхат ан-Нусра», в частности, во время затяжного военного противостояния под Алеппо, что вызывает активное противодействие западных государств.

## Лозаннские мирные переговоры по Сирии
Новые переговоры по Сирии прошли 16 — 17 октября 2016 года в отеле Лозанны Beau Rivage. В них принимали участие главы внешнеполитических ведомств России, США, Турции, Катара, Саудовской Аравии и Ирана, а также спецпосланник ООН по Сирии Стаффан де Мистура. Фактически встречу в Лозанне инициировал американский госсекретарь Джон Керри. Вашингтон предлагал вернуться к узкому (двустороннему) формату проведения встреч по мирному урегулированию гражданской войны в Сирии, предполагая обсуждение проблематики только между Сергеем Лавровым и Джоном Керри, но российская сторона настояла на привлечении к переговорам большего количества заинтересованных участников. Ранее Стаффан де Мистура, участвовавший в лозаннской встрече, выдвинул инициативу по выводу из Алеппо группировок боевиков «Джабхат ан-Нусра». Большинство экспертов по ближневосточной проблематике (как в России, так и на Западе), однако, предположили, что в условиях серьёзной дипломатической напряжённости в отношениях между Россией и США (нагнетаемой в связи с атакой на российское посольство в Дамаске, ударом авиации американской коалиции по сирийским правительственным войскам у аэродрома в Дайр-эз-Зауре и другими враждебными актами) видимых прорывов ожидать не приходилось.

### Договорённость о выводе боевиков «Джабхат ан-Нусра» из восточного Алеппо
Министр иностранных дел Турции Мевлют Чавушоглу в беседе на телеканале TRT Haber вскоре после окончания встречи отметил, что «встреча по Сирии в Лозанне не привела к достижению соглашения о прекращении огня». Впрочем, в Лозанне всё же удалось заключить компромиссное соглашение о выводе боевиков «Фронта ан-Нусра» из охваченного боями Алеппо; вскоре после завершения лозаннских встреч в Алеппо прибыли сотрудники ООН с целью обеспечить вывод из города радикальных джихадистских бригад. Минобороны России объявило о начале «гуманитарной паузы», которая начала действовать с 8:00 20 октября по сирийскому времени и продолжится до 19:00 этого же дня.
Керри по итогам встречи отметил, что стороны в действующем формате способны выработать и имплементировать «дорожную карту» политического урегулирования гражданского противостояния в САР.

### Позиции сторон
Эксперт центра Gulf State Analytics в Вашингтоне Теодор Карасик, комментируя геополитическую значимость встреч в Лозанне, заявил, что «встреча была возможностью надавить на Саудовскую Аравию и Катар для прекращения поддержки экстремистов».
Тем не менее, официальная позиция Кремля в отношении экстремистов-радикалов «Джебхат ан-Нусра» остаётся неизменной: Москва требует отделить боевиков этой группировки от «умеренной военизированной оппозиции», которую поддерживают США и их союзники.
Также значимым остаётся фактор совместных российско-турецких переговоров по решению конфликта на Ближнем Востоке. Источник, связанный с турецким направлением российской дипломатии, отметил, что между Анкарой и Москвой с момента встречи Путина и Эрдогана в турецкой столице 11 октября действует договоренность: «есть информация, что Путин пошел на уступки по курдскому вопросу, а Эрдоган — по вопросу признания режима Асада».